# اچ‌ام‌اس دایموند (۱۶۵۲)
اچ‌ام‌اس دایموند (۱۶۵۲) (به انگلیسی: HMS Diamond (1652)) یک کشتی است که طول آن ۱۲۷ فوت ۶ اینچ (۳۸٫۹ متر) می‌باشد.